# Blasphemous Rumours / Somebody
Blasphemous Rumours / Somebody este un single double A-side al formației britanice Depeche Mode. Cele două piese care formează single-ul au apărut pe albumul Some Great Reward, în 1984.
„Somebody” este primul single al trupei cu Martin Gore voce principală și doar al treilea din istoria trupei (celelalte fiind „A Question of Lust” din 1986 și „Home” din 1997).
Videoclipurile pentru ambele melodii au fost regizate de Clive Richardson.